# باشماق (دهگلان)
|نام‌رسمی=باشماق
|روی‌نقشه= Bashmaq
|عرض‌جغرافیایی= ۳۵٫۱۸۶۱۴۱
|طول‌جغرافیایی= ۴۷٫۴۰۳۵۰۶
|تصویر=
|اندازه‌تصویر=
|برچسب‌تصویر=
|استان=کردستان
|شهرستان=دهگلان
|بخش= بخش بلبان‌آباد
|دهستان= ئیلاق جنوبی 
|نام‌محلی=
|نام‌های‌دیگر=
|نام‌های‌قدیمی=
|سال‌بنیاد= 
|جمعیت= ۱٬۵۴۱ نفر
|رشدجمعیت=
|تراکم‌جمعیت=
|زبان=کوردی ایران
|مذهب=مسلمان
|مساحت=
|ارتفاع=
|میانگین‌دما=
|میانگین‌بارش‌سالانه=
|شمارروزهای‌یخبندان=
|ره‌آورد=
|پیش‌شماره=۰۸۷۳۵۱۷
|وبگاه=
|جمله‌خوشامد=
|پانویس=
}}
باشماق ، روستایی از توابع بخش بلبان آباد شهرستان دهگلان در استان کردستان ایران است.
روستای باشماق در شهرستان دهگلان و بخش بلبان آباد و دهستان ئیلاق جنوبی استان کردستان واقع میباشد.

روستای باشماق یکی از روستاهای خوش آب و هوا وقدیمی منطقه (له یلاخ)یا ئیلاق می باشد که از صدها سال قبل یکی از مراکز علم و دانش بوده و عارفان بزرگی از این روستا برخاسته اند.
روستای باشماق یکی از روستاهای خوش آب و هوا و قدیمی منطقه (له یلاخ)یا ئیلاق می باشد که از صدها سال قبل یکی از مراکز مهم علم و دانش بوده  که دانشندان و عارفان بزرگی از قبیل بابا حسن جان، ماموستا ملا عبدالله، ملامحمد علی، ملا عزیز، شیخ لطف الله آهنگر و بسیاری دیگر در این روستا برخاسته اند که در این میان مرحوم ماموستا ملا عبدالله از محبوبیت بیشتری برخوردار بوده و از ایشان کرامات و خوارق عادت زیادی نقل می شود.
مرحوم ماموستا ملا عبدالله فرزند ملا احمد و نوه ملا اسد الله می باشد .اصالتا از اولاد حضرت معاذابن جبل (رضی الله عنه)از صحابی کبار و انصاری حضرت خاتم الانبیاء محمد مصطفی صلی الله وتعالی علیه می باشد پدر بزرگ ایشان یعنی ملا اسدالله براثر خوابی که می بیند از شهر پاوه به ناحیه ئیلاق می آید و پس از مدتی برای همیشه در باشماق ساکن و ماندگار می شود مقداری ملک و آب کشاورزی تهیه می کند و ضمن کار کشاورزی و ارتزاق حلال با زحمت خود به امامت و ارشاد مردم می پردازد مرحوم ماموستا در همین روستا ازمادری بسیار متدین متولد می شود.
دوران طفولیت و کودکی خود را در خدمت پدر بزرگوار خود و اساتید دیگر به آموزش قرآن و خواندن و نوشتن ویادگیری مقدماتی علوم متداول آن زمان می پردازد و عنفوان نوجوانی و جوانی به رسم طلاب آن زمان به دنبال کسب علم و درک محضر اساتید دیگر به اورامان، مریوان و کردستان عراق می روند و سال ها با مرحوم علامه ملا عبدالله مفتی دشنه ای انیس و مونس هم و همدرس و هم حجره و هم شاگردی بوده اند از خوان علم و دانش علمای بزرگ در شهرها و روستاهای کردستان بهره برده اند تا سرانجام در شهر (هه ولیر) اربیل عراق از محضر دانشمند بزرگ و نامدار کرد مرحوم ملا عمر افندی اجازه افتا می گیرند.
بعد از آن به بیاره و طویلی عراق برمی گردد و مدتی در خدمت مرحوم شیخ بهاالدین نقشبندی به تزکیه نفس و سیر وسلوک می پردازند پس از مدتی به شوق دیدار وطن و پدر ومادر و بنا به توصیه حضرت شیخ به زادگاه خود برمی گردد و تا آخر عمر بدون توقع و چشمداشت چیزی از کسی عمر خود صرف تدریس،امامت جماعت و ارشاد مردم نموده و شاگردان بسیاری تربیت می نماید که هر کدام از آنها مایه افتخار مردم لیلاخ بوده اند از قبیل روان شادان ملا محی الدین فرزند خودشان، ملا اسماعیل، ملا عبدالله کوچک، ملا محمد قادر مرزی مشهور به ملا محمد مریویس، ملا عزیز، ملا محمد مفاخری بگه جان و  بسیاری دیگر.  
مرحوم ماموستا فردی بسیار متدین، خوش اخلاق، مؤدب و قانع بوده که زندگی ساده ای داشته اند و با کار در مزرعه موروثی پدری معیشت خود و عائله ی خود را تامین کرده اند و هیچ وقت چیزی از کسی نگرفته اند و با وجود عزت و احترام فراوان هیچ وقت مدح هیچ حاکم و مالکی را نگفته اند در تمام شادی و شیون مردم همیشه حضور داشته اند و با کردار، منش و اخلاق خوب خود مردم را ارشاد و راهنمایی نموده اند. 
مردم از دین داری و کرامات او سخنهای فراوانی نقل می کنند از جمله اینکه شیخ حسام الدین نقشبندی بارها به زوار خود که ازمنطقه لیلاخ به حضورشان شرف یاب شده اند  فرموده است به خدمت ماموستای ملا عبدالله باشماق بروید. 
ماموستا شب قبل از مرگش به پسر عموی خود ملا عزیز سفارش می کند که فردا نماز جمعه را بخواند و می گوید من فردا آبیاری دارم که اتفاقا همان جا در سر مزرعه خود در روز جمعه روز 25 محرم تابستان سال 1345 هجری قمری پس از هفتاد و چند سال عمر با برکت وعزت دار فانی را وداع  و به لقاءالله می پیوندد و در میان شور و غوغای مردم منطقه بر روی تپه ای در جنوب روستای باشماق  به خاک سپرده می شود مرقد مبارکش در عین سادگی زیارتگاهی پرشور برای مردم منطقه است  روانش شاد و راهش پررهرو باد.

## اطلاعات گردشگری جمعیتی و خدماتی روستا
وضع طبیعی روستای باشماق دهستان ئیلاق جنوبی بصورت کوهستانی، دره‌ای یا تپه‌ای می‌باشد. و راه زمینی این روستا بصورت جاده آسفالته می‌باشد.
این روستا براساس سرشماری مرکز آمار ایران سال ۱۳۹۰ دارای جمعیت کل ۱۵۴۱ و جمعیت مرد ۸۰۲ و جمعیت زن ۷۳۹ می‌باشد. تعداد خانوار این روستا ۴۱۷ خانوار و دارای تعداد واحد مسکونی ۴۱۶ می‌باشد.
این روستا زمین ورزشی ندارد، سالن ورزشی ندارد، مسجد دارد، امام زاده ندارد، شبکه سراسری برق دارد، موتور برق دیزلی ندارد، انرژی نو (خورشیدی ، بادی و…) ندارد، گاز لوله کشی دارد، آب لوله کشی دارد.
این روستا حمام عمومی ندارد، دسترسی عمومی به اینترنت دارد ، دسترسی به وسیله نقلیه عمومی ، بقالی و نانوایی دارد.
ارتفاع از سطح دریا : ۱۹۵۰ متر

## جمعیت
این روستا در دهستان ئیلاق جنوبی قرار دارد و براساس سرشماری مرکز آمار ایران در سال ۱۳۸۵، جمعیت آن ۱٬۵۴۱ نفر (۳۴۴خانوار) بوده‌است. طبق سرشماری سال ۱۳۹۵ تعداد خانوار ۴۲۵ خانوار و جمعیت برابر ۱۴۱۷ نفر بوده‌است.